# کیولیک
کیولیک (انگلیسی: Qlik) شرکت نرم‌افزار آمریکایی است، که در سال ۱۹۹۳ تأسیس شد.